# Rivoluzione del Parco
La Rivoluzione del Parco (Revolución del Parque in spagnolo), conosciuta anche come la Rivoluzione del '90, fu una rivolta contro il governo nazionale argentino che ebbe luogo il 26 luglio 1890, e iniziò con la presa del Parco d'Artiglieria di Buenos Aires. Fu guidata da membri dell'Unione Civica, partito che avrebbe poi dato origine alla moderna Unione Civica Radicale, contro il presidente conservatore Miguel Juárez Celman del Partito Nazionale Autonomista. Anche se fallì nei suoi obiettivi principali, la rivoluzione costrinse alle dimissioni dimissioni Celman, sostituito dal suo vicepresidente Carlos Pellegrini, e segnò il declino dell'élite della Generazione dell'80.

## Antefatti
Verso la fine del 1889, il malcontento generale, dovuto principalmente all'alta inflazione e alla crisi economica, incoraggiò l'Unione Civica, un nuovo partito guidato da Aristóbulo del Valle e Leandro N. Alem a tentare di spodestare il presidente Miguel Juárez Celman, il cui governo conservatore, come quelli dei presidenti precedenti, era stato segnato da frodi elettorali e accuse di corruzione e affari sospetti.

## La rivoluzione
L'insurrezione fu guidata da una giunta civile rivoluzionaria presieduta da Alem mentre le forze ribelli erano comandate dal generale Manuel J. Campos. 
Alle prime ore del 26 luglio centinaia di soldati ammutinati e di civili arrivarono al Parco d'Artiglieria, affacciato sull'odierna plaza Lavalle. Alla presa dell'arsenale presero parte alcuni personaggi che in seguito sarebbero diventati famosi, pur intraprendendo percorsi politici talvolta diametralmente opposti: Juan B. Justo, Marcelo T. de Alvear, Hipólito Yrigoyen, Lisandro de la Torre e José F. Uriburu. I cospiratori iniziarono a indossare berretti bianchi, prima di stazionare con le armi che avevano appena preso dal parco negli edifici vicini. Questo abbigliamento sarebbe poi diventato un segno distintivo del radicalismo. Poco dopo vennero innalzate nei paraggi diverse barricate. 
Preso atto della situazione, Roca e Pellegrini consigliarono a Juárez Celman di abbandonare la capitale, lasciando la difesa nelle mani del generale Levalle, ministro della Guerra e del vicepresidente Carlos Pellegrini. Durante sabato 26 e domenica 27 luglio, si registrarono duri scontri armati nelle vicinanze di Plaza Lavalle. Si verificarono anche combattimenti in alcune unità della marina.
Al culmine dei combattimenti, il gen. Campos non corse in soccorso dei rivoluzionari, ormai circondati dalle truppe ufficiali. I leader della rivolta discutevano e non riuscivano a mettersi d'accordo. Quella domenica fu proclamato un cessate il fuoco. I mitristi e gli ex conservatori erano decisi a trovare un accordo con l'ex presidente Roca. I giovani erano esitanti, mentre i futuri radicali volevano continuare la lotta. Il 28 luglio i ribelli chiesero un armistizio che Pellegrini si affrettò a concedere. Il 29 fu firmata una resa nel Palazzo Miró. Alem e altri civili furono gli ultimi ad abbandonare il parco.

## Conseguenze
Nonostante avesse sedato la rivolta, il governo ne uscì con un'immagine fortemente indebolita. Il presidente Juárez Celman fu costretto alle dimissioni su richiesta del suo stesso partito venendo rimpiazzato dal suo vice Pellegrini, che era aveva diretto sul campo le operazioni contro i rivoltosi. 
Dopo la rivoluzione l'Unione Civica si dividerà in due nuovi partiti, l'Unione Civica Nazionale, capeggiata da Mitre, e l'Unione Civica Radicale, guidata da Alem. L'UCR, fondata il 26 giugno 1891, diventerà il primo partito politico moderno dell'Argentina e darà il via ad una campagna per denunciare la corruzione governativa e per richiedere elezioni libere. Nel 1892 i radicali si rifiuteranno di partecipare alle elezioni che, grazie ai soliti brogli, vedrà vincere il candidato del PAN Luis Sáenz Peña. L'anno seguente, sotto la direzione di Alem, i vertici dell'UCR organizzeranno una nuova rivolta contro il governo.